# Ми-го

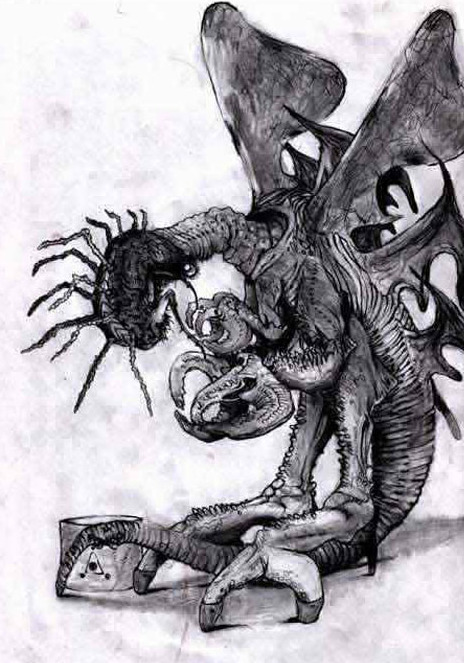
Ми-Го, рисунок Руда Дирвена

Ми-Го (англ. Mi-Go) — вымышленная раса инопланетных существ, впервые представленных Говардом Филлипсом Лавкрафтом в повести «Шепчущий во тьме» (1930), а затем в повести «Хребты Безумия» (1931). Позже Ми-Го упоминают многие последователи «Мифов Ктулху». Ми-Го являются разумными существами-пришельцами из другой Галактики. Ми-го колонизировавшие множество миров и в древности пришли на Землю с планеты Юггот (Плутон). Внешне Ми-Го напоминают ракообразных, хотя на самом деле являются высокоорганизованными грибами величиной с человека. Некоторые особи имеют пары крупных спинных плавников, а некоторые крылья, как у летучих мышей. У них есть большие когти, а головы покрыты усиками. Земля их интересует, прежде всего, как место добычи ценных минералов. Ми-Го стараются избегать контактов с людьми и поэтому поселились на малонаселённых лесистых горах.

## Описание
Лавкрафт так описывает Ми-Го в повести «Шепчущий во тьме»:
Розоватые существа примерно 5 футов длиной; с телами ракообразных и парами крупных спинных плавников или перепончатых крыльев и несколькими членистыми конечностями; на месте головы у них имелся свёрнутый улиткой эллипсоид со множеством коротких усиков. Огромные, светло-красные крабы с многочисленными парами конечностей и двумя большими крыльями на спине, как у летучих мышей. Порой они ходят на всех ногах, а иногда только на самой задней паре, используя передние для перемещения объектов. Их видели в большом числе, причём целая группа этих созданий шествовала вдоль мелкого лесного ручья по трое в ряд, представляя собой явно организованную единицу. Одна особь взлетела ночью с вершины лысого холма и исчезла в небе после того, как её гигантские хлопающие крылья на мгновение полностью закрыли диск полной луны.
У них нет собственной речи, да она им, похоже, и не нужна. При разговорах между собой их головы меняют цвет, в зависимости от того, что требовалось сказать, причём каждый цвет означает что-то своё...Форма не поддается описанию. Они как гигантский краб со множеством мясистых колечек, образующих пирамидки, или узелков из толстых волокнистых образований, а на том месте, где у человека находится голова, - у него многочисленные щупальца. Липкая зеленоватая масса - это его кровь или сок. 

Существа Извне являются представителями расы населяющей весь космос, по отношению к которой все остальные формы жизни всего лишь их же вырожденные ветви. Они в большей степени растения, чем животные, их образующей, и имеют своего рода губчатую структуру; хотя наличие подобной хлорофиллу субстанции и весьма своеобразная пищеварительная система полностью отличают их от обычных листостебельных грибовидных. Тип их строения является совершенно чуждым нашей части космоса - с электронами, обладающими иным уровнем вибрации. Поэтому создания такого типа не могут быть запечатлены на обычной фотоплёнке или фотопластинках, хотя наши глаза в состоянии их увидеть. Существа такого рода обладают уникальной способностью перемещаться в холодном безвоздушном межзвёздном пространстве в своём телесном виде, хотя некоторые из подвидов нуждаются в механических приспособлениях или необычных хирургических пересадках. Лишь немногие особи обладают крыльями, способные сопротивляться эфиру, которые типичны для вермонтских представителей. Внешнее сходство с некоторыми формами животных, равно как и строение, которое мы можем принять за материальное, является следствием скорее параллельной эволюции, чем близкого родства. Способности их мозга превосходят все существующие живые формы, хотя крылатые существа с наших холмов не являются в этом смысле наиболее развитыми. Обычным средством их общения служит телепатия, хотя у них есть рудиментарные вокальные органы, которые после несложной хирургической операции могут примерно воспроизводить речь любого существа, который ею владеет.Говард Лавкрафт, «Шепчущий во тьме»

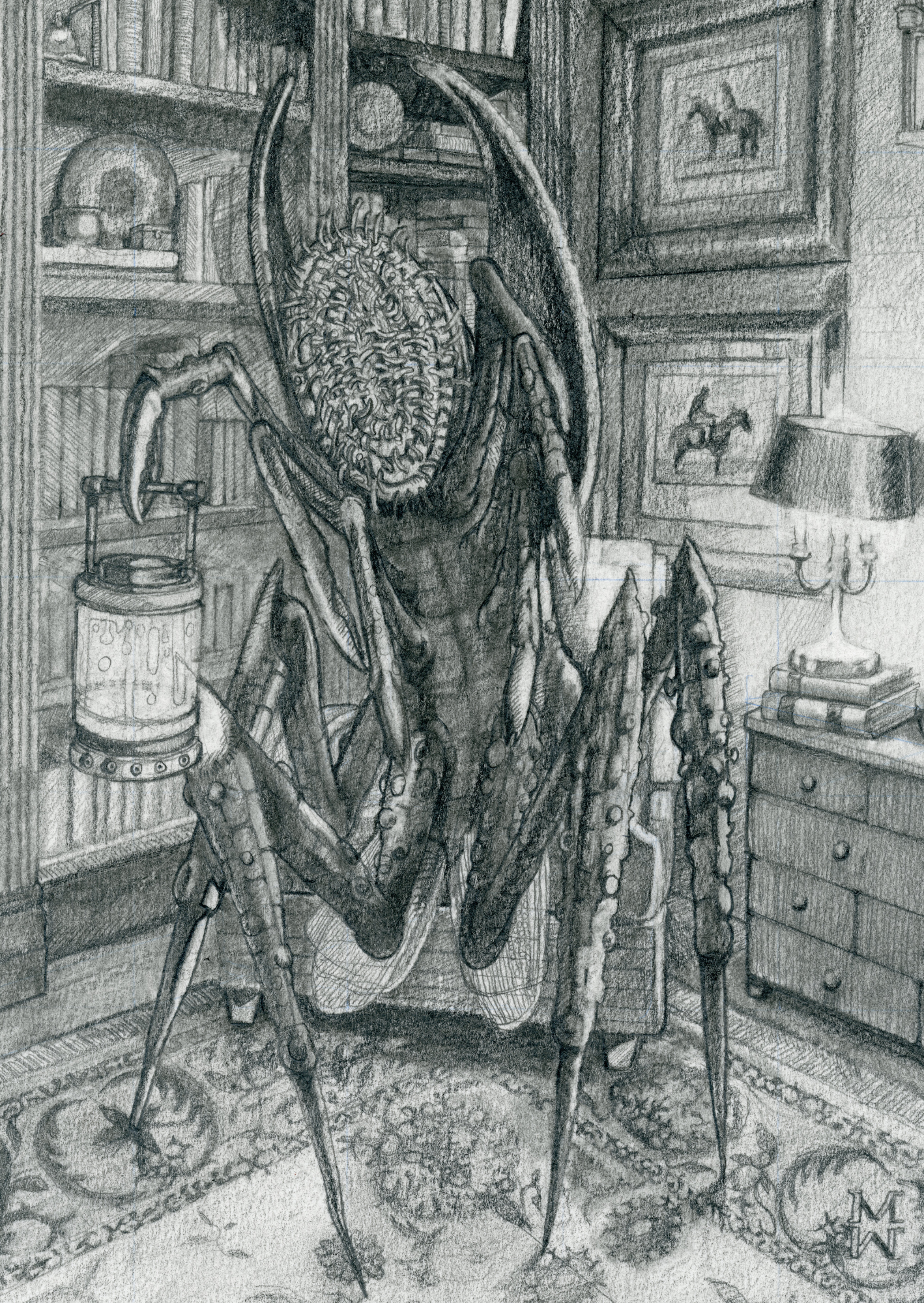
Ми-Го, рисунок М. У. Уоткинс

Ми-Го — крылатые существа c чертами крабов, ракообразных и грибов. Ростом примерно 1,5 метра; их тела покрыты панцирем, у них несколько пар конечностей. На месте головы находится нечто изогнутое и яйцеобразное, увенчанное множеством коротких усиков-антенн и щупальцами. На спине находится пара широких мембранных плавников, напоминающих перепончатые крылья, — как у летучих мышей. На своих огромных крыльях Ми-Го могут летать через эфир в космическом пространстве (доэйнштейновская концепция). Их крылья плохо функционируют на Земле и могут использоваться лишь для полётов на небольшие расстояния. Они довольно неуклюже передвигаются на всех конечностях, но также могут стоять на задней паре конечностей и могут переносить с собой предметы. У некоторых особей нет крыльев.  
С точки зрения их биологии они скорее растительные, чем животные, если эти термины применимы к образующим свойствам их тел. Ми-Го имеют несколько грибовидную губчатую структуру, хотя, в их телах присутствует вещество, подобное хлорофиллу, а также очень своеобразная система питания полностью отличает их от настоящих листовидных грибов. У них розоватые тела и зеленая кровь или сок, что описывается как «зловонная зеленая слизь» или «зеленая липкая масса». Когда Ми-Го умирают, то из-за своего инопланетного состава их тела бесследно растворяются в течение нескольких часов.  
Ми-Го высокоразвитая в научном и технологическом плане раса, особенно хорошо они разбираются в хирургии и неврологии. Общаются друг с другом телепатией, при они издают гудение либо жужжание, а их головы ритмично меняют окраску. Голоса Ми-Го подобны гудению какого-то отвратительного гигантского насекомого, которое умышленно пытается подражать артикулированной человеческой речи. При помощи хирургических операции Ми-Го могут получить способность подражать языку любого существа. Ми-Го обладают зрением, но предпочитают пользоваться другими органами чувств, которые неизвестны человеку. 
Ми-Го аномальные существа и физически состоят из неизвестной формы материи, совершенно чуждой нашей части Вселенной, с электронами, имеющими совершенно другую частоту колебаний. Вот почему они не могут быть сфотографированы на обычные фотопленки, работающие по известным нам законам Вселенной, так как сама материя, из которой они сделаны, по-другому отражает свет. Те не менее, наши глаза могут их увидеть. Однако при должном знании любой хороший химик мог бы приготовить фотоэмульсию, которая записывала бы их изображения.  

### История
Лавкрафт разработал отдельную мифологическую базу о Ми-Го. Их называют «Крылатые», «Эти самые» (англ. Those Ones), «Древние» (англ. The Old Ones), «Грибы с Юггота» (англ. Fungi from Yuggoth), но сами себя они называют «Внешние существа» (англ. Outer Ones, The Outer Beings), — то есть пришедшие из другой Галактики или Иного измерения (Извне). На Земле их называют Ми-Го. Они обитают в горах Вермонта и Гималаях. Лавкрафт описывает вермонтские горы как наиболее подходящее место для приземления Ми-Го; в горе расположен их аванпост, а также шахта. В результате наводнения чудовища были вынуждены выйти из убежища в горах, а их мертвые тела попали в реку. Пещеры в горах, леса и каменные круги являются местом колдовских сборищ, где появляются Ми-Го. «Крылатые» известны по индейским мифам племен пеннакук, гуронов и «людей пяти наций», которые считают, что они пришли они из планет Большой Медведицы. Вермонтцы говорят про «старый народ» и «старшую расу на Земле». Непальцы считают, что Ми-Го — это Снежный человек, скрывающийся во льдах Гималаев. В Уэльсе и Ирландии рассказывают кельтские легенды о «маленьком народе» из лесов и болот, «сокрытом племени троглодитов», «обитателях земляных нор». В Греции упоминаются калликанзары. Вермонты упоминают «ребенка, подмененного эльфами» (этот миф описан в рассказе «Модель для Пикмана»). Пуритане считают «Крылатых» близкими друзьями Дьявола. Люди «идут на зов Ми-Го, манящий их шёпотом в лес» — так поступает нечистая сила. Старухи пугают детей подражая жужжащим звукам Крылатых. Возможно, Ми-Го подчиняют людей гипнозу их жужжанием, похожим на мелодию из фольклора. 
В повести «Шепчущий во тьме» говорится, что Ми-Го являются самыми чудесными органическими существами во всем пространстве и времени или за их пределами — они члены широко распространённой космической расы, от которой произошли все другие формы жизни, и все они являются лишь выродившимися вариантами родственных ветвей Ми-Го. Однако, В повести «Хребты Безумия» Лавкрафт отдает эту роль Старцам. Барельефы в Антарктиде изображают Потомков Ктулху и Ми-Го, которые прибыли из далекого космоса и сотворены из неземного типа материи. Ми-Го упоминают и другие высокоразвитые расы во Вселенной. Ми-Го прибыли на Землю в эпоху правления Ктулху, им известен Р'льех и «Подземные миры» в Недрах Земли: К'нян, Йотх, Н'кай (повесть «Курган»).  

### Культ
Ми-Го создали на Земле «Культ злых людей» (англ. Cult of evil man) для слежки и защиты от агрессивно настроенных людей. Ми-Го похищают ученых в научных или ритуальных целях и могут поместить их мозг в цилиндр, — это похоже на похищение души или одержимость. Их истинные мотивы неизвестны. Несмотря на то, что Ми-Го собирают научные сведения и развили технологии, они поклоняются Древним богам, в частности Ньярлатхотепу. Ми-Го проводят в лесах и горах ритуалы Ктулху, Тсатхоггуа, «Тому, чье имя не может быть названо», Шуб-Ниггурат. Однако, тяга к знаниям у них выражена куда сильнее, чем религия. Ми-Го связываются с разумом в цилиндре по имени Н'гах-Ктхун (англ. N’gah-Kthun). Ми-Го считают, что всё во Вселенной связано с Древними богами и говорят, что тайны Вселенной связаны со Страной снов. Им известны «Пнакотические манускрипты», «Некрономикон» и мифы «Комморион» (из творчества Кларка Эштона Смита). Горы Вермонта сравнивают с циклопическими останками забытой расы гигантов (англ. Titan race), которые «Живут в редких и глубоких снах» — эти легенды о гигантах появляются ранее в рассказах: «Карающий Рок над Сарнатом», «Безымянный город» и «Зов Ктулху».

### Отношения с людьми
Ми-Го вербуют секретных агентов среди людей и сектантов, которые скрываются среди людей, для того, чтобы отслеживать их деятельность. Число агентов Ми-Го неизвестно. Также среди людей очень редко появляются агенты Великой расы Йит. Это примечательная деталь, учитывая, что почти все другие расы «Мифов Ктулху» настолько этически и интеллектуально далеки от людей, что ни о каком, даже минимальном, сотрудничестве с людьми не может быть и речи. Из этого следует, что им присущ шпионаж, интриги, сотрудничество, обмен информацией и подобное. Обычные для людей вещи и предметы не чужды и Ми-Го. Некоторые люди, чьи мозги помещаются в специальные ёмкости, могут таким образом, добровольно или принудительно, путешествовать с Ми-Го в пространстве и времени. Подобным образом они поступают не только с людьми, но и с представителями других рас. Их моральная система не имеет ничего общего с человеческой, поэтому людям они кажутся воплощениями зла. Ми-Го не раскрывают свои намерения, но заманивают людей обещаниями поделиться тайными знаниями.    

## Последователи «Мифов Ктулху»
Последователи «Мифов Ктулху» расширяют и изменяют описание Ми-Го Лавкрафта:

### Август Дерлет
Август Дерлет в более новых работах пишет, что Ми-Го воюют со Старшими Богами. Их моральная система совершенно чужда, что делает их очень злонамеренными с человеческой точки зрения. По некоторым данным, Хастур явно презирает Ми-Го. Его культ, слуги «Того, Кого нельзя называть», посвятил себя их выслеживанию и уничтожению грибковой угрозы. Ми-Го утонет, если его погрузить в воду. Ми-Го отбивались от атак Древних, затем обосновались в Северном полушарии и в основном остались там по сей день. Не имея возможности потреблять земную пищу, им пришлось выращивать грибы в качестве источника питания из собранных минералов. Для этого они создали скрытые горнодобывающие базы в Андах, Аппалачах и Гималаях.

### Лин Картер
Лин Картер в рассказе «Обитающий в склепе» («The Dweller in the Tomb») пишет, что некоторые Ми-Го могут быть такими же большими, как медведь гризли. Ми-Го служат и поклоняются именно Хастуру, подобно Глубоководным поклоняющимся Дагону, и заключили союз с Бьяхи, поклоняющимися Хастуру. У них есть лидер, который направляет их в соответствии с пожеланиями Хастура, по имени Н'гах-Ктун («The Necronomicon: The Dee Translation», «The Horror in the Gallery»). Ми-Го идентифицированы как слуги Хастура в переводе Джона Ди «Некрономикона» («The Winfield Heritance»). 

### Другие
Даниэль Хармс в «Энциклопедии Ктулхианы» («The Encyclopedia Cthulhiana») пишет, что Ми-Го поклоняются таким божествам как Ньярлатхотеп, Шуб-Ниггурат, Седмеллук («Imagon» Майкл Маррак), Грот, Уббо-Сатла («RPG Call of Cthulhu» выпуск «Malleus Monstrorum»), Йог-Сотот и Гизгут и др.
В настольной игре «Зов Ктулху» (выпуск «Malleus Monstrorum») говорится, что Ми-Го способны впадать в анабиоз, пока не размякнут и не нагреются солнцем или другим источником тепла. Ми-Го создали такие изобретения как: Гадамон, Сияющий Трапецоэдр, Мозговой Цилиндр Ми-Го, Броню Био-Паутины, Машину Землетрясения, Электропушку, Проектор Тумана, сеть магических ворот, соединяющих их аванпосты, и ряд биологических автоматов.